# Dekanat klimowicki
Dekanat klimowicki – jeden z ośmiu dekanatów wchodzących w skład eparchii mohylewskiej i mścisławskiej Egzarchatu Białoruskiego Patriarchatu Moskiewskiego.

## Parafie w dekanacie
- Parafia Opieki Matki Bożej w Chocimsku
  - Cerkiew Opieki Matki Bożej w Chocimsku
- Parafia św. Trójcy w Chocimsku
  - Sobór św. Trójcy w Chocimsku
- Parafia św. Ducha w Galiczach
  - Cerkiew św. Ducha w Galiczach
- Parafia św. Piotra i św. Pawła w Jelni
  - Cerkiew św. Piotra i św. Pawła w Jelni
- Parafia św. Michała Archanioła w Klimowiczach
  - Cerkiew św. Michała Archanioła w Klimowiczach
- Parafia św. Marii Magdaleny w Kościukowiczach
  - Cerkiew św. Marii Magdaleny w Kościukowiczach
- Parafia Podwyższenia Krzyża Pańskiego w Kościukowiczach
  - Cerkiew Podwyższenia Krzyża Pańskiego w Kościukowiczach
- Parafia Wniebowstąpienia Pańskiego w Miłosławiczach
  - Cerkiew Wniebowstąpienia Pańskiego w Miłosławiczach
- Parafia Kazańskiej Ikony Matki Bożej w Prusinie
  - Cerkiew Kazańskiej Ikony Matki Bożej w Prusinie
- Parafia św. Mikołaja Cudotwórcy w Trościnie
  - Cerkiew św. Mikołaja Cudotwórcy w Trościnie
- Parafia Wniebowstąpienia Pańskiego w Zabyczaniu
  - Cerkiew Wniebowstąpienia Pańskiego w Zabyczaniu
- Parafia św. Bazylego Wielkiego w Zwieńczatce
  - Cerkiew św. Bazylego Wielkiego w Zwieńczatce

## Galeria

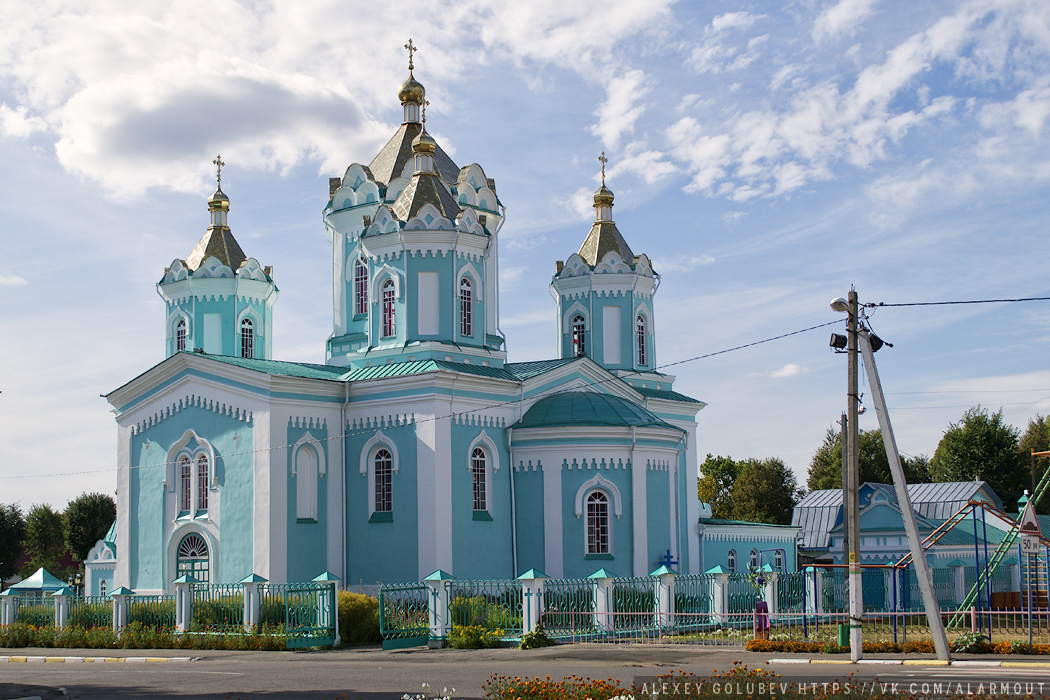
Sobór św. Trójcy w Chocimsku
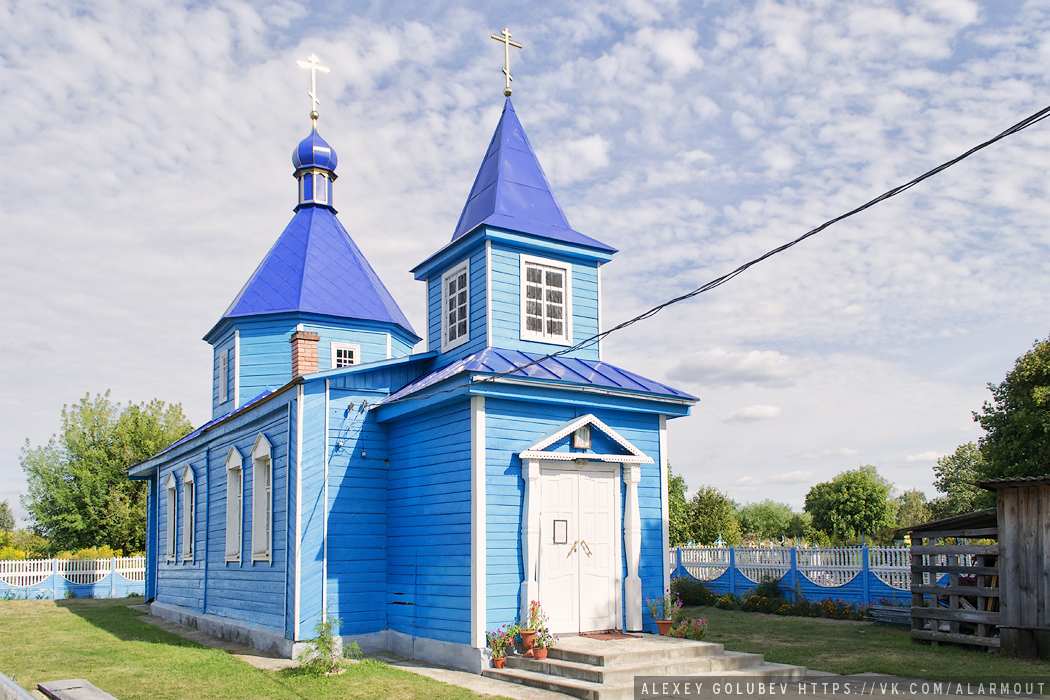
Cerkiew Opieki Matki Bożej w Chocimsku
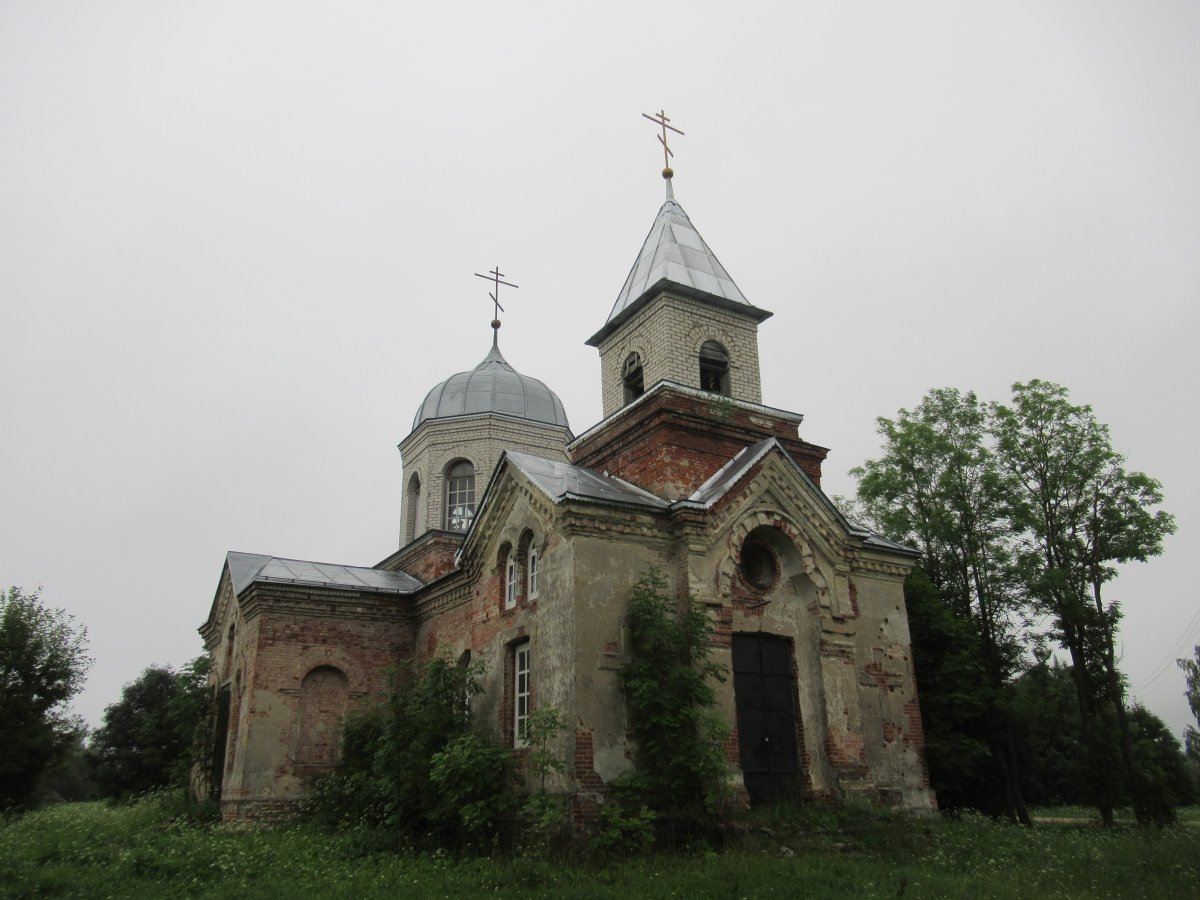
Cerkiew św. Ducha w Galiczach
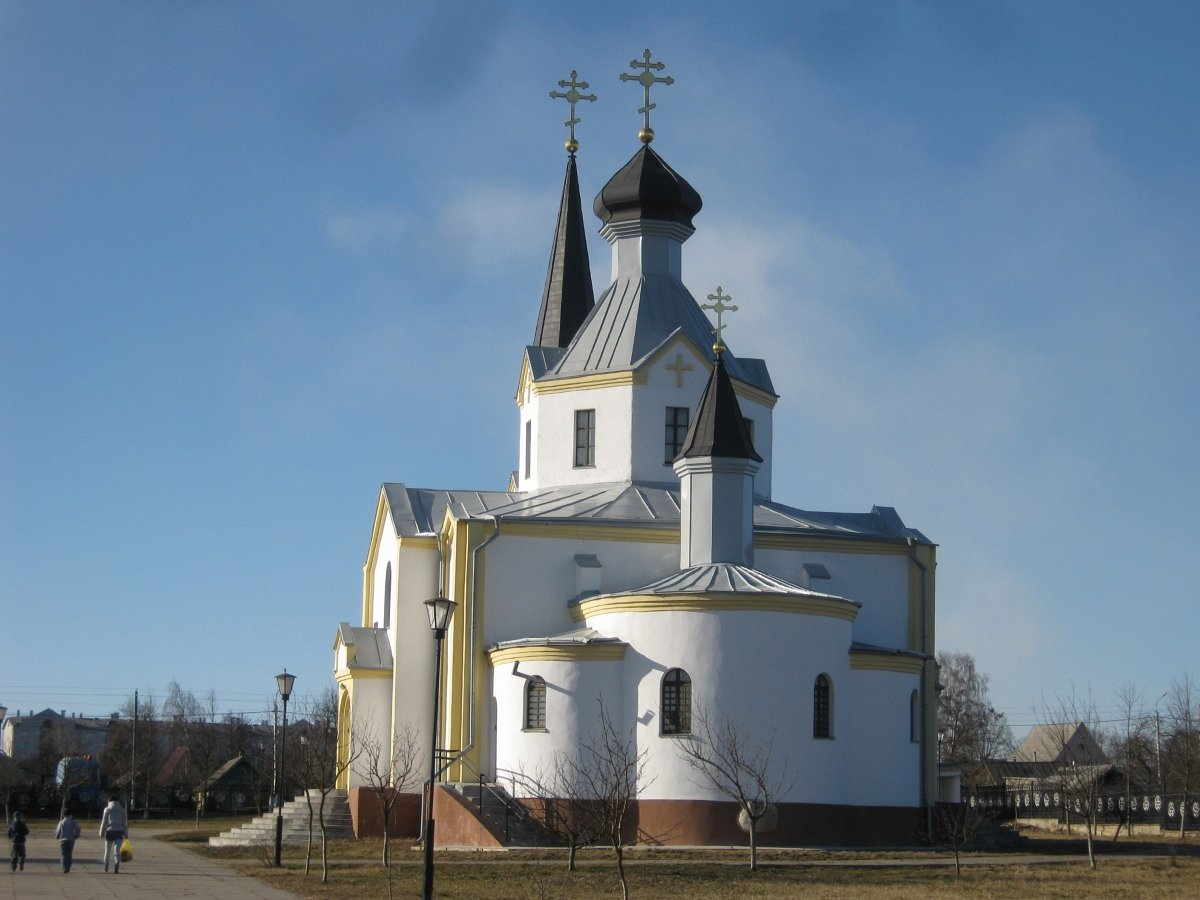
Cerkiew Podwyższenia Krzyża Pańskiego w Kościukowiczach
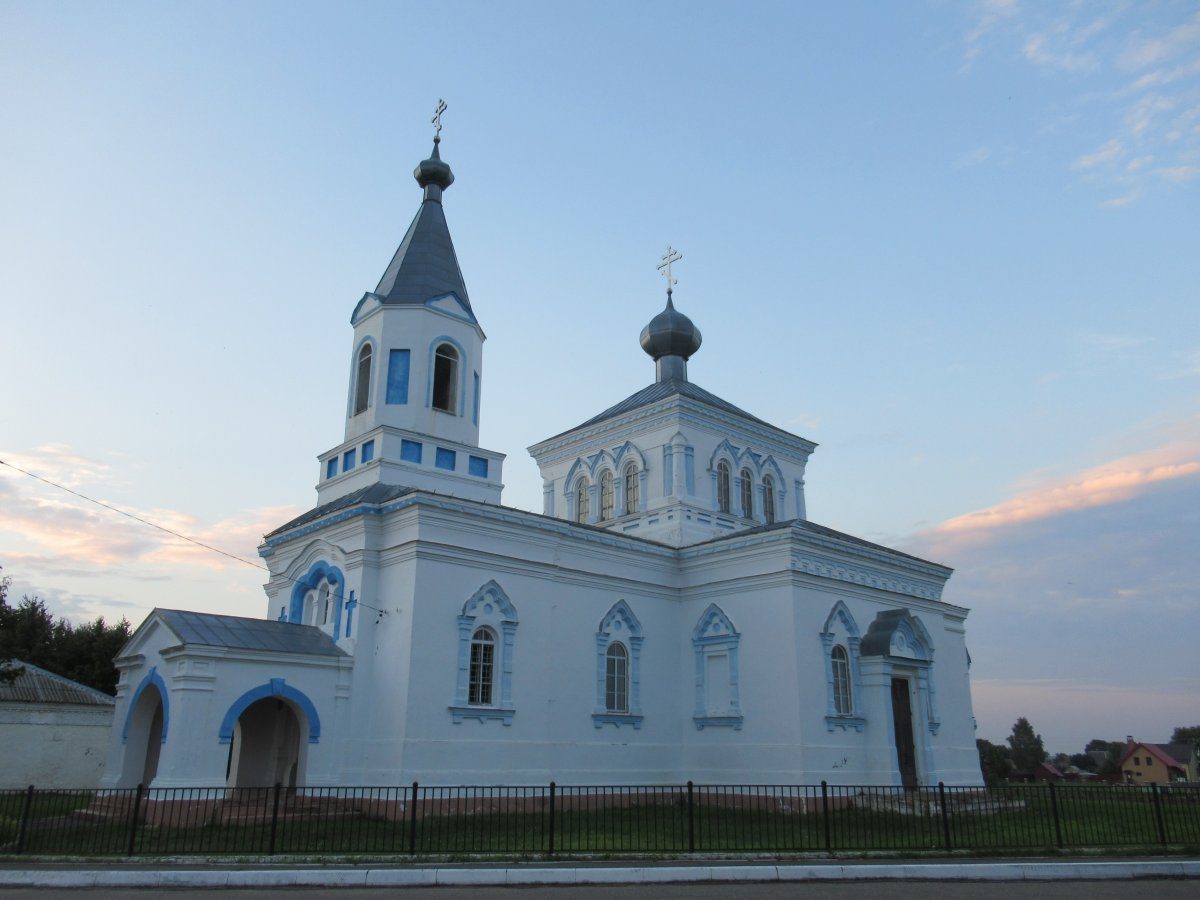
Cerkiew Wniebowstąpienia Pańskiego w Miłosławiczach
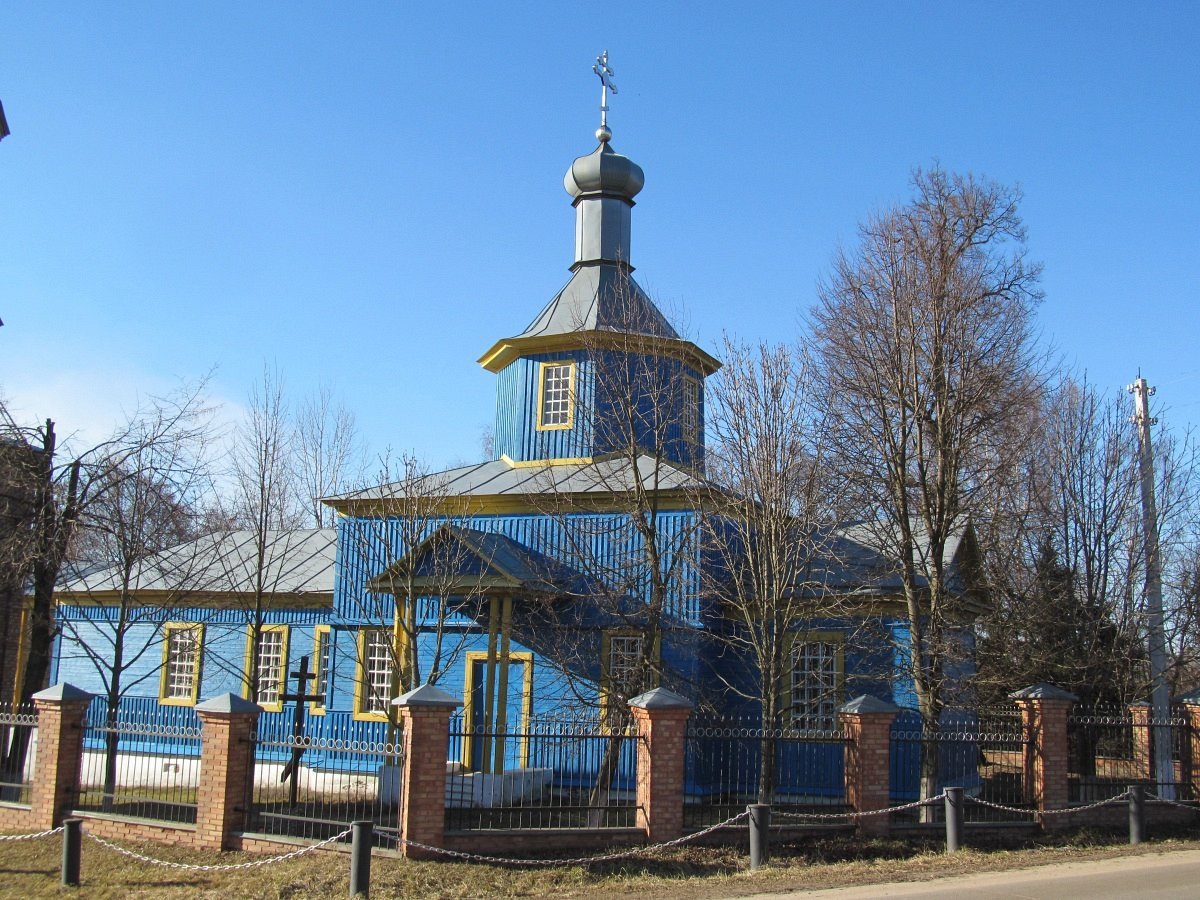
Cerkiew Kazańskiej Ikony Matki Bożej w Prusinie
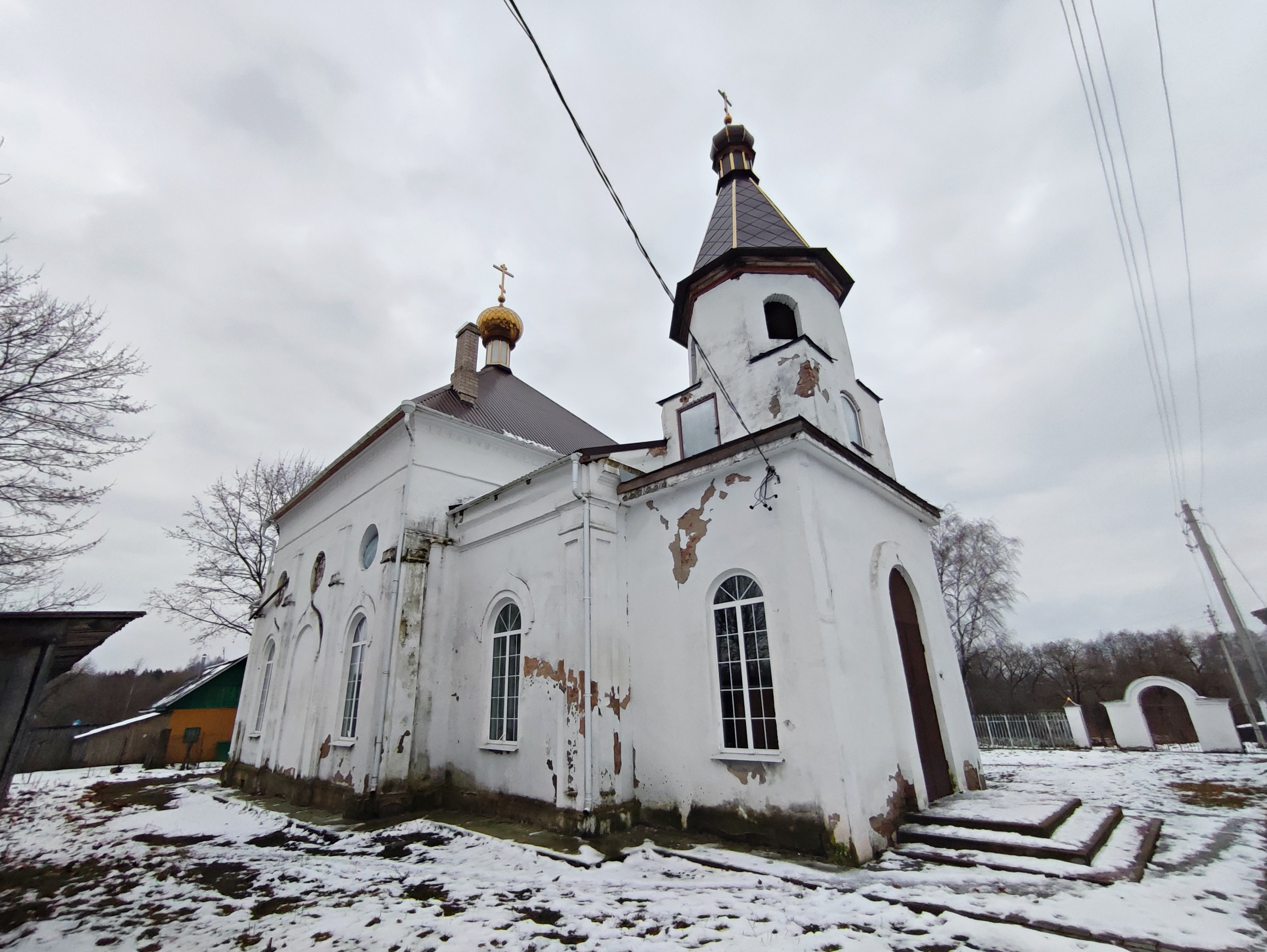
Cerkiew św. Mikołaja Cudotwórcy w Trościnie
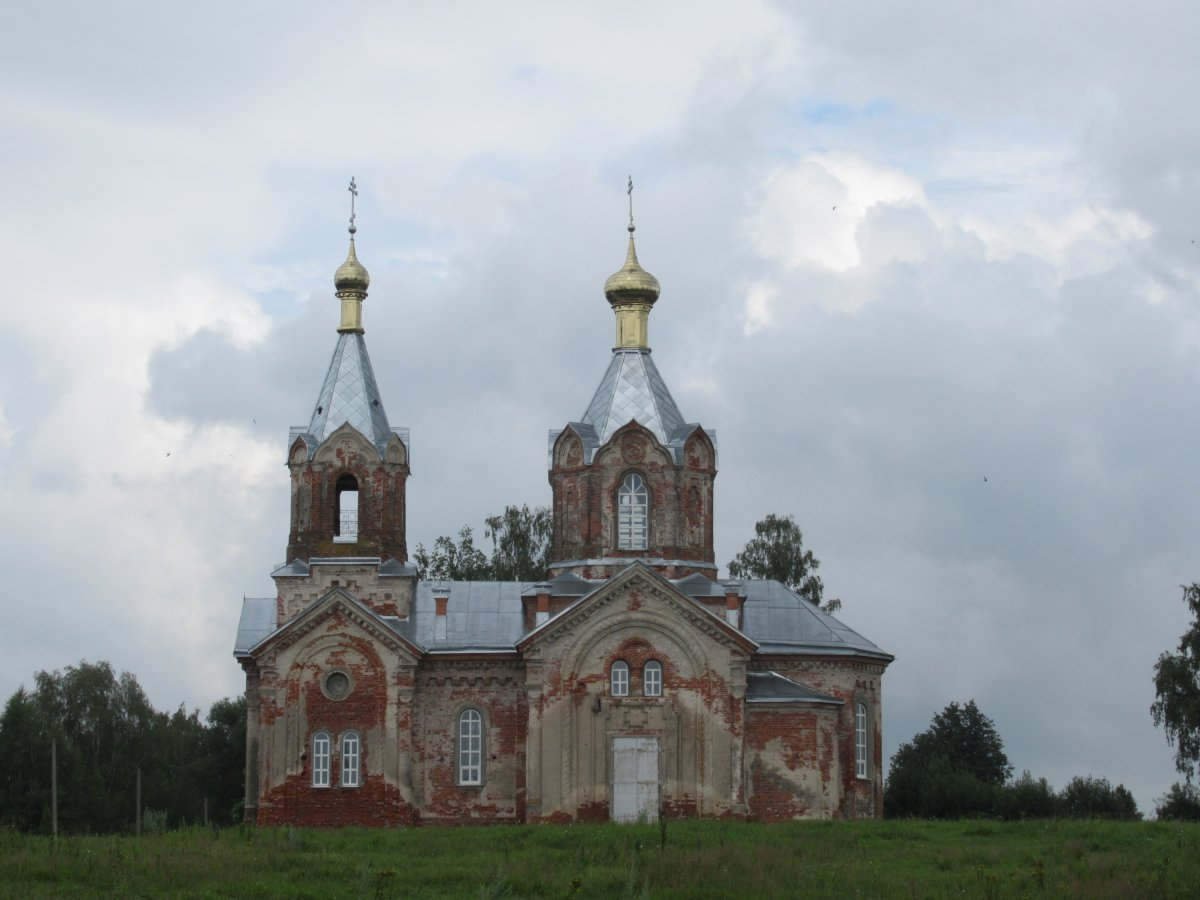
Cerkiew Wniebowstąpienia Pańskiego w Zabyczaniu